# Chã de Alegria
Chã de Alegria é um município brasileiro do estado de Pernambuco.

## História
- As terras onde hoje localiza-se Chã de Alegria pertenciam a Olinda. Uma neta de Duarte Coelho Pereira doou ao preto David Pereira do Rosário na segunda metade do século XVIII. Naquela época era uma grande parte da mata virgem. David Pereira do Rosário fixou residência em Lagoa Grande.
- Depois este patrimônio passou a pertencer aos pretos de Cocovardo. Os pretos Corcovado, iniciaram a exploração do território, construindo diversas casas de taipa, uma pequena casa de oração, iniciando assim o povoamento de uma "chã" com poucas casas, porém muito alegre, vindo aí o nome adotado até hoje: Chã de Alegria, cujo gentílico de quem nasce lá é alegriense. Ainda hoje existindo uma propriedade denominada com o título de Timbó dos Negros, depois sendo doada a Paróquia de Nossa Senhora do Rosário. As primeiras casas de Chã de Alegria tiveram sua formação inicial na atual rua do rosario lá pelo ano de 1842.
- Passou a ser distrito de Glória do Goitá, quando Glória passou a ser município no dia 9 de julho de 1877.
- Elevou-se a categoria de vila através do ato nº35 do decreto nº06 de 12 de janeiro de 1931.
- Elevou-se a categoria de cidade através da Lei nº4985, de 20 de dezembro de 1963. Este último evento ocorreu no governo do Sr. Miguel Arraes de Alencar, sendo seu primeiro prefeito nomeado Vicente Pereira de Queiroz, que governou um ano e três meses.

## Geografia
Localiza-se a uma latitude 08º00'04" sul e a uma longitude 35º12'46" oeste, estando a uma altitude de 160 metros. Sua população estimada em 2004 era de 11.206 habitantes.
Chã de Alegria limita-se ao norte com Paudalho, ao sul com Vitória de Santo Antão, a leste com São Lourenço da Mata e a oeste com Glória do Goitá.
Possui uma área de 58,299 km².
- Densidade demográfica: 185,21 hab/km²

## Vias de acesso
A principal via de acesso se dá pela PE-040, rodovia estadual com 21 km de extensão que conecta em seus extremos a BR-408 (Paudalho) até a PE-050 (Glória do Goitá). Atualmente o trecho Chã de Alegria - Paudalho está em excelentes condições (58% da PE-040). Já o trecho complementar de Chã de Alegria - Glória do Goitá está bastante danificado.
Em relação a capital Recife, a duplicação da BR-408  ocorrida um pouco antes da Copa do Mundo FIFA de 2014, tornou muito rápido o acesso, pois deste modo, pessoas que estejam em Chã de Alegria podem percorrer aproximadamente 75% (40Km de 52Km) da viagem até a capital em uma BR duplicada.
O quadro a seguir mostra as principais vias de acesso ao município:
| Alguns destinos        | Como chegar                                    | Distância |
| ---------------------- | ---------------------------------------------- | --------- |
| Glória do Goitá        | PE-040 (9 km)                                  | 9 km      |
| Vitória de Santo Antão | PE-040 (9 km) + PE-050 (15 km) + BR-232 (3 km) | 27 km     |
| São Lourenço da Mata   | PE-040 (12 km) + BR-408 (19 km) Via Paudalho   | 31 km     |
| Recife                 | PE-040 (12 km) + BR-408 (40 km) Via Paudalho   | 52 km     |